# Los Alamitos-formatie
De Los Alamitos-formatie is een geologische formatie in Argentinië die afzettingen uit het Laat-Krijt omvat. Het is de belangrijkste vindplaats van fossielen van Zuid-Amerikaanse zoogdieren uit het Krijt.

## Locatie en ouderdom
De Los Alamitos-formatie ligt in de provincie Río Negro in Patagonië. De afzettingen dateren uit het Campanien, circa 75 miljoen jaar geleden. De formatie is afgezet in een halfdroog kustgebied met getijdevlaktes en ondiepe brakwatermeren.

## Fauna
De fauna van de Los Alamitos-formatie wordt gedomineert door zoogdieren uit de Dryolestida, in het bijzonder de endemische Meridiolestida, zoals Alamitherium, Groebertherium, Mesungulatum en Reigitherium. Austrotriconodon werd voorheen ingedeeld bij de Triconodonta, bleek bij latere analyse ook tot de Dryolestida te behoren. De andere zoogdieren uit de Los Alamitos-formatie zijn "symmetrodonten" (Bondesius), multituberculaten (niet nader te classificeren fossielen) en gondwanatheriën (Ferugliotherium, Gondwanatherium). De zoogdierfauna van La Colonia in de provincie Chubut uit het Maastrichtien is vergelijkbaar met die van de Los Alamitos-formatie, maar minder divers.
De zoogdieren leefden samen met onder meer Alamitornis, een op de grond levende vogel met het formaat van een hoen, hadrosauriërs als Secernosaurus en Huallasaurus, titanosauriërs als Aeolosaurus, krokodillen, de brughagedis Kawasphenodon, wurgslangen (Madtsoiidae), schildpadden (Meiolaniidae, Chelidae), kikkers (Xenopus en Leptodactylidae) en vissen (roggen, beensnoeken, baarsachtigen en meervalachtigen).